# Carmen Agulló Díaz
María de Carmen Agulló Díaz (Xinzo de Limia, província de Ourense, 1957) é uma professora de Teoria e História da Educação na Universidade de Valência. Além de ser escritora de livros, é uma das pesquisadoras com maior prestígio no âmbito espanhol ao redor da história da educação das mulheres, especialmente nos docentes e nas docentes republicanas. É também muito reconhecida neste âmbito por sua participação no documentário dirigido em 2013 por Pilar Pérez Solano, Las Maestras de la República, ganhador do prémio Goya ao melhor filme documentário o 2014.

## Obra publicada
- Agulló Díaz, M. C. (1991). Escola i República: Montaverner (1931-1939). Montaverner: Ajuntament de Montaverner.
- Agulló Díaz, M. C. 1994). Escola i República: la Vall d'Albaida, 1931-1939. Valência: Diputació de València.
- Agulló Díaz, M. C. (1994). La educación de la mujer durante el franquismo y su evolución en Valencia (1951-1970). Valência: Universidade de Valência.
- Agulló Díaz, M. C. e Fernández Sòria, J. M.  (1999). Maestros valencianos bajo el franquismo: la depuración del magisterio, 1939-1944. Valência: Institució Alfons el Magnànim.
- Agulló Díaz, M. C., Espí Espí, V. i Juan Soriano, E.(2001). Memòria de la utopia: CCOO de la Vall d’Albaida. Benicull del Xúquer: 7 i Mig.
- Agulló Díaz, M. C. e Fernández Sòria, J. M. (2002). Los temas educativos en las Memorias del Magisterio Valenciano (1908-1909). Valência: Universidade de Valência.
- Agulló Díaz, M. C., Calpe Clemente, V. e Fernández Sória, J. M. (2004). Una escuela rural republicana. Valência: Universidade de Valência.
- Agulló Díaz, M. C. e Mayordomo Pérez, A. (2004). La renovació pedagògica al País Valencià. Valência: Universidade de Valência.
- Agulló Díaz, M. C. (2008). Mestres valencianes republicanes: las luces de la República. Valência: Universidade de Valência.
- Agulló Díaz, M. C. e Payà Rico, A. (2012). Les cooperatives d’ensenyament al País Valencià i la renovació pedagògica (1968-1976). Valência: Universidade de Valência.[4]
- Agulló Díaz, M. C. e Molina Beneyto, P. (2014). Antonia Maymon: anarquista, maestra, naturista. Barcelona: Virus.